# Тенетише (Літія)
Тенетише (словен. Tenetiše) — поселення в общині Літія, Осреднєсловенський регіон, Словенія. Висота над рівнем моря: 255,5 м.